# Герб Карнаухівки
Герб Карнаухівки — один з офіційних символів смт Карнаухівка Кам'янської міської ради Дніпропетровської області, затверджений 19 березня 2012 р. рішенням № 134-11/VI сесії Карнаухівської селищної ради. Герб є промовистим.

## Опис
Щит хвилясто перетятий лазуровим і пурпуровим. На щиті козак у срібній сорочці та лазурових шароварах, який варить кашу у чорному казані, над ним золотий лапчастий хрест.

## Значення символів
Головною фігурою герба є козак Карнаух, на честь якого назване селище. Він зображений з казаном зливаної каші, яку здавна традиційно варять лише у Карнаухівці. Відсутність зброї на гербі уособлює мир як життєве кредо карнаухівців. Хрест є символом християнства і вірності чотирьом його чеснотам: помірності, розсудливості, справедливості та мужності. Одночасно він нагадує про карнаухівську церкву, яка відіграє важливу роль в історії і сучасному житті селища. Лазуровий колір символізує Дніпро, на березі якого розташоване селище, він уособлює також красу, вірність і чесність. Пурпуровий колір вважається символом Кодацького паланкового прапору, вказує на колишню приналежність селища цьому військово-територіальному утворенню Війська Запорозького.